# Richard Watson Gilder

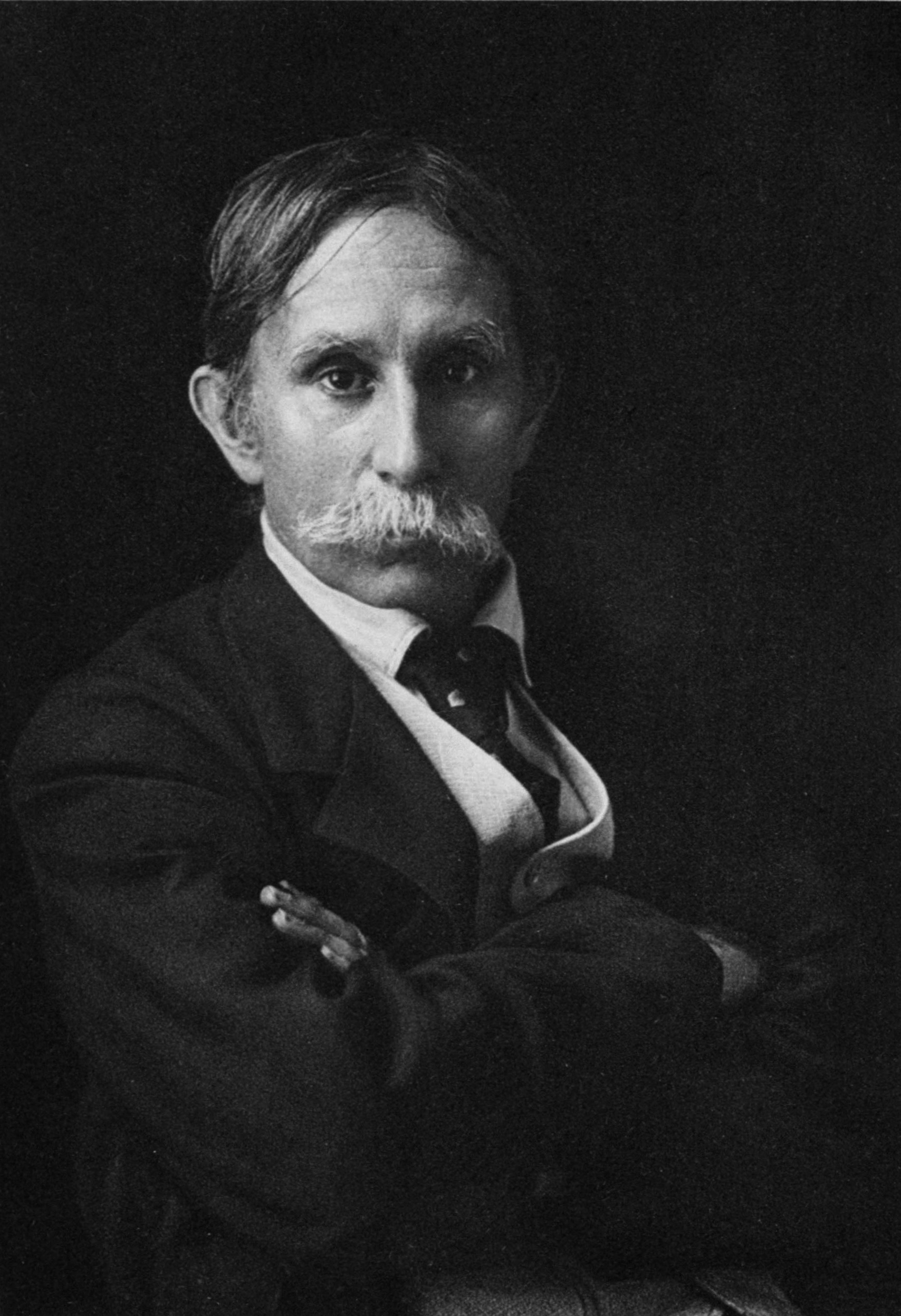
Richard Watson Gilder, 1908.

Richard Watson Gilder, född den 8 februari 1844 i Bordentown, New Jersey, död den 18 november 1909 i New York, var en amerikansk författare.
Gilder gjorde tjänst i armén och vid järnvägarna samt arbetade senare som tidningsman. Han grundlade flera periodiska publikationer samt var mycket verksam som skapare av litterära och andra associationer, bland andra International copyright league och Society of american artists. Från 1881 var Gilder utgivare och huvudredaktör av The Century Magazine (efterföljare till Scribner's Magazine). Han författade åtskilliga band dikter, The new day (1875), Five books of song (1894), In Palestine (1898), Poems and inscriptions (1901) och A christmas wreath (1903). År 1901 utgav Gilder Abraham Lincolns brev och tal. Han var ledamot av American Academy of Arts and Letters.